# ガシァ
ガシァ（がしぁ、gacia）は、東北地方を中心に活動するローカルアイドル。有限会社シークエンス所属。

## 来歴
宮城県のローカル深夜番組｢裏影｣の終了後に、番組アシスタントガール（通称・アシガ）らが結成。
名付け親は、楽天株式会社取締役常務執行役員、株式会社楽天野球団代表取締役社長兼東北楽天ゴールデンイーグルスオーナー（当時）島田亨。　プロデューサーは裏影のMCだった、カズシック.。
結成当初は、みさと（根岸美里）も所属していたが、2009年の秋頃に、正式なアナウンスのないまま事実上の脱退。
2011年1月6日、ちずみがユニットを卒業することを公式ブログで発表、以降、東京に活動拠点を移す事となった。

## メンバー

### 現メンバー
- まりな（佐藤万里奈 1987年7月7日 - ）

### かつて在籍したメンバー
- みさと（根岸美里 1988年7月14日 - ）青森県三沢市生まれ バーレスク東京で活動中。
- ちずみ（加川千純 1987年2月5日 - ）復活! ミニスカポリスにて15代目ポリス、及び仙台署長としても活躍した。party on tokyoで活動中。

## 主な出演作品

### テレビ
- 乙女のバスガイド（2011年 - 宮城ケーブルテレビ）

### ラジオ
- 万代presents　くるくるマーケット（2009年 - 2011年8月 Date fm）

### CM
- 万代書店（2009 - ）※北海道、宮城県限定

## リリース作品

### CD
- カズシック.&まきのめぐみ　Smooth Loco Motion - 2009年7月1日、レーベル: アスタエンタテインメント　規格品番:POCE-3264

「花火の下で~Rising of Love~」「We are Eagler!!」「青葉城恋唄21 pt.2」に参加 ※「花火の下で~Rising of Love~」は、みさとのみが参加
- 初めまして!DOKIDOKI仙台美少女図鑑です。~Song for SENDAI~ - 2010年04月28日、レーベル：32 Records　規格品番：TTCR-1

## その他
- フリーペーパー、仙台美少女図鑑 - 2010年
  - 5050「FIRE!!」PV - 2008年6月（ガシァ結成前のちずみ、まりなが出演している）